# Hired Guns
Hired Guns — компьютерная игра в жанре RPG, разработанная компанией DMA Design для Amiga и ПК в 1993 году. Адаптацию DOS версии сделала Visual Science ltd. Издателем выступила компания Psygnosis. Одной из особенностей игры является то, что все четыре персонажа находятся на экране одновременно, каждый в своем окне.

## Сюжет
Действие происходит в 2712 году. Команда наемников-преступников во главе с персонажем Рорианом Дивергом (Rorian Deevergh) нанята для уничтожения всех незаконно созданных биоинженерных организмов на планете Кладбище (Graveyard) с помощью термоядерного взрыва. Для этого необходимо найти 4 термоядерных заряда и разместить их в соответствующем генераторе поля, расположенном в Центральном космодроме Кладбища. Второстепенной целью миссии является разведка наземных объектов.

## Геймплей
В игре используется система из четырех одновременных точек обзора от первого лица в стиле Dungeon Master. Каждый персонаж управляется индивидуально и занимает свою собственную позицию, в отличие от Dungeon Master, в которой вся группа занимает одну и ту же клетку. Каждый персонаж может следовать за другим персонажем (включается соответствующими переключателями в интерфейсе игры, либо клавишами F1-F4), что упрощает передвижение большой группы, когда партией управляет только один игрок. Геймплей был усовершенствован для своего времени, позволяя играть одновременно четырем игрокам (в DOS версии только трём игрокам), используя мышь, клавиатуру или (модифицированный) джойстик Sega Mega Drive, с адаптером параллельного порта, позволяющим использовать четыре джойстика одновременно.
Игровая зона находится в реальном 3D, а враги могут свободно перемещаться по уровню. Это не похоже на другие игры того времени, в которых враги не могут преследовать персонажей по лестнице. Множество легкого и тяжелого оружия (включая роботов-часовых, подобных тем, что можно увидеть в Aliens Special Edition), зажигательных устройств, мин и гранат можно использовать не только для уничтожения врага, но и игроков тоже!
Игроки также должны следить за своим инвентарем, поскольку общий вес предметов в инвентаре персонажа ограничен его грузоподъемностью. При превышении этого лимита в окне персонажа появляется сообщение "Too heavy!" (Слишком тяжело!), и он не может больше ничего добавлять в инвентарь, пока не будет выброшено или израсходовано достаточное количество предметов, чтобы общий вес снова стал ниже его грузоподъемности. Других штрафов за передвижение или действия за перенос слишком тяжелого груза не предусмотрено.
Разные персонажи имеют разную грузоподъемность. Например, тяжелый боевой дроид может нести больший вес, чем человеческая женщина.
Также в игре присутствуют устройства под названием «Псионические усилители» (Psionic Amps), которые можно использовать для создания странных эффектов на игроке или в окружающем мире — например, один тип Псионического усилителя можно использовать под водой, чтобы человеческие персонажи могли дышать.
Подводные области влияют на игровой процесс двумя основными способами: персонажи-люди утонут, если останутся под водой слишком долго, в то время как оружие и снаряжение будут получать повреждения с разной скоростью, пока не будут полностью уничтожены. Энергетическое оружие особенно восприимчиво к повреждению водой, и большинство типов будет уничтожено за считанные секунды, если не будет защищено подходящим псионическим усилителем, который необходимо активировать перед входом в воду. Ни роботы, ни человеческие персонажи не умеют плавать, но ходят по дну так же, как и по суше.
Если персонаж погибает на его экране появляется надпись MIA (Missing in Action) и его уже никак не воскресить, а весь инвентарь будет на месте его гибели. Если погибают все персонажи - игра заканчивается.
В игре доступна 41 миссия. 19 из них входят в оригинальную кампанию, 17 - одиночные миссии (разделённые для одного, двух, трех и четырех игроков соответственно) и 5 тренировочных миссий. При прохождении кампании особенностью игры является то, что уже пройденный уровень можно пройти заново и ещё раз собрать вооружение и предметы этого уровня.

## Выпуск
Скотт Джонстон начал работу над игрой ещё в конце 1990 года, когда учился в колледже. Работа продвигалась медленно. Учеба и работа над другими проектами DMA Design (например Lemmings) не давали Скотту вплотную заняться игрой. В основном над игрой он работал дома, DMA Design даже одолжили Скотту компьютер Амига 3000 для этой цели.
В середине 1991 года Скотт заканчивает учебу, освобождается от некоторых других проектов и плотнее начинает заниматься Hired Guns. В этом же году В журнале Amiga Power (стр. 66-67) выходит интервью с Дэвидом Джонсом где он делает анонс игры и называет её как Hired Gun.
В 1992 году было несколько анонсов игры в журнале Amiga Power, а так же упоминание, что игра выйдет к рождеству 1992 года.
В марте 1993 на демо-диске журнала Amiga Format среди других игр вышла и демо версия Hired Guns.
В августе 1993 года вышла финальная версия игры, сборка 39.25.
В июле 2021 года вся среда разработки для Hired Guns была загружена в интернет-архив. Это включало исходный код, игровые ресурсы и связанные (и даже некоторые несвязанные!) инструменты, а так же сборка 39.26 неизданной версии для Amiga CD32.
У британского журнала Amiga Power (AP) была давняя шутка о Hired Guns . На задней обложке была напечатана тонкая полоска с несколькими строками о выпуске в следующем месяце и скриншотом предстоящей игры. Поскольку выпуск Hired Guns откладывался, Amiga Power неоднократно использовала один и тот же снимок экрана, неоднократно заверяя, что, возможно, он будет у них к следующему месяцу. Когда игра, наконец, была выпущена, она осталась в полосе «Следующий месяц» вместе с текстом, предполагающим, что она застряла там, и никто не знал, как ее удалить.

## Отзывы
Computer Gaming World в 1994 году хвалил многопользовательский режим Hired Guns играя кампанию или мини игры, отмечая "фантастические моменты удивления" от дружественного огня или ближайших союзников. Журнал раскритиковал «тщательную, но несовершенную» документацию и «чрезвычайно навязчивую защиту от копирования», неспособность клавишников двигаться боком и неуклюжее управление инвентарем, но пришел к выводу, что «Hired Guns внутренне удовлетворяет».